# 東京都商工会議所連合会
東京都商工会議所連合会（とうきょうとしょうこうかいぎしょれんごうかい）は、東京都にある商工会議所連合会。

## 概要
東京都内にある各地区の商工会議所を統括する組織である。

## 住所
- 東京都千代田区丸の内2-5-1 丸の内二丁目ビル

## 加盟団体
- 東京商工会議所 (東京都区部(東京23区)管轄)
- 八王子商工会議所
- 武蔵野商工会議所
- 青梅商工会議所
- 立川商工会議所
- むさし府中商工会議所
- 町田商工会議所
- 多摩商工会議所